# Chamaesaracha sordida
Chamaesaracha sordida là loài thực vật có hoa trong họ Cà. Loài này được (Dunal) A.Gray mô tả khoa học đầu tiên năm 1878.